# Rock-A-Hula Baby
| Оценки критиков | Оценки критиков |
| Источник        | Оценка          |
| --------------- | --------------- |
| AllMusic        | [ 2 ]           |

«Rock-A-Hula Baby» — песня, которую Элвис Пресли исполнил в кинофильме 1961 года «Голубые Гавайи». Также вошла в его альбом-саундтрек к этому фильму.
В США эта песня была стороной Б на сингле «Can’t Help Falling in Love». Тем не менее она достигла 5 места в чарте Hot 100 (суммарный чарт синглов в разных жанрах поп-музыки, главный хит-парад этого журнала). (А «Can’t Help Falling in Love» поднялась на 1 место.)
В Великобритании же этот сингл учитывался как двойной «Rock-A-Hula Baby / Can’t Help Falling In Love». Сингл достиг 1 места в национальном чарте (UK Singles Chart).
Стивен Томас Эрлевайн в своей рецензии на вышедший в 2003 году сборник Элвиса Пресли 2nd to None назвал песню «Rock-A-Hula Baby» «паршивыи  китчевым артефактом» (англ. lousy kitsch artifact) и посетовал на то, что песня была включена в сборник вместо более хороших синглов просто потому, что она достигла 1 места в Британии.